# 오가반도

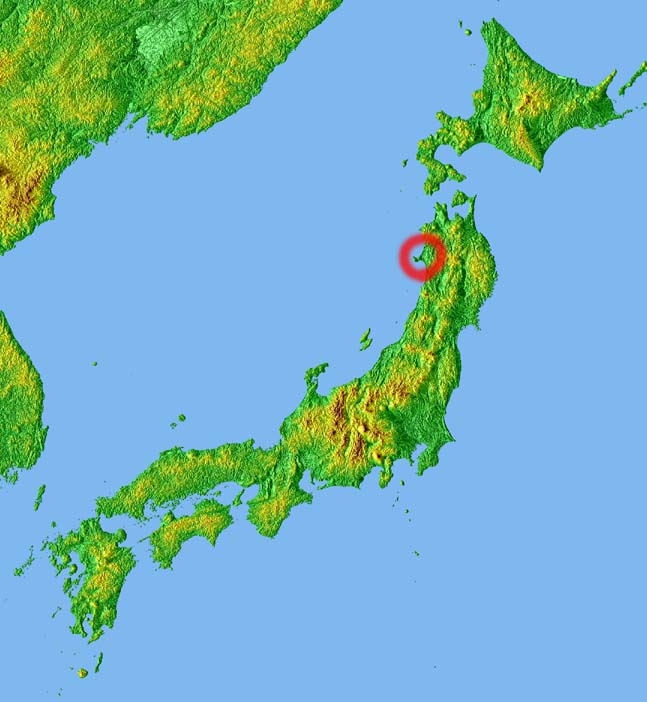
오가반도의 위치

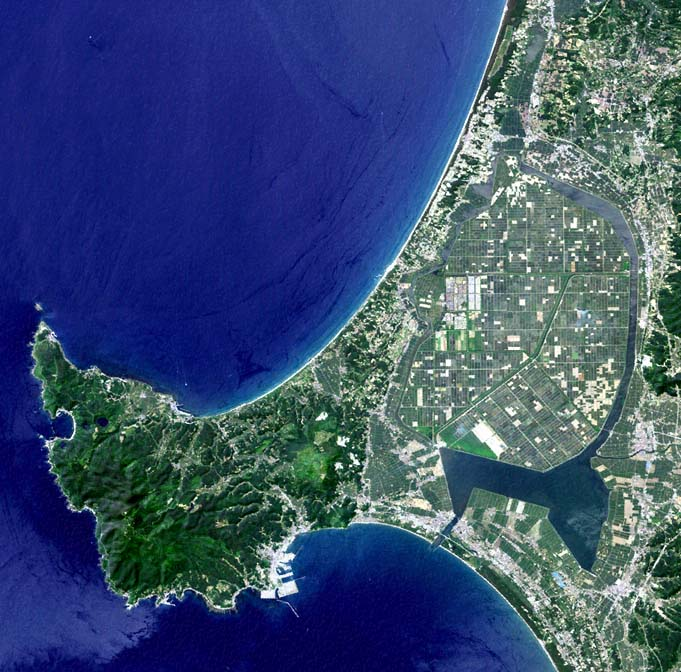
오가반도의 위성 사진

오가반도(일본어: 男鹿半島)는 아키타현 서부에 있는 동해로 돌출한 반도이다.
반도의 대부분이 오가시에 속한다. 서부에 오가 3산, 중앙부에 간푸산이 우뚝 솟아있다. 또 반도의 남동부의 해안을 중심으로 절벽이 계속된다. 반도의 밑에 하치로호가 있다. 원래는 외딴 섬이었지만 요네시로강, 오모노강으로부터 운반되는 토사에 의해 육계사주가 되었다.
국도 제101호선이 남북으로 횡단하고 아키타시 방면으로 JR 오가선이 통하고 있다.
오가반도는 전통적인 나마하게 축제로 유명하다. 또 오가 온천향을 중심으로 몇 개의 온천이 있다.